# Eduard Masłowski
Eduard Iwanowycz Masłowski, ukr. Едуард Іванович Масловський, ros. Эдуард Иванович Масловский, Eduard Iwanowicz Masłowski (ur. 25 sierpnia 1934 w Chocimsku, w obwodzie mohylewskim, Białoruska SRR) – ukraiński piłkarz pochodzenia białoruskiego, grający na pozycji obrońcy, trener piłkarski.

## Kariera piłkarska
W 1956 rozpoczął karierę piłkarską w wojskowym klubie OBO Lwów, który potem zmienił nazwę na SKWO. W 1960 roku przeniósł się do SKA Odessa, w którym pełnił funkcje kapitana drużyny i zakończył karierę piłkarza w roku 1966.

## Kariera trenerska
Po zakończeniu kariery piłkarza rozpoczął karierę szkoleniowca. W 1970 stał na czele SKA Odessa. W pierwszej połowie 1971 oraz od lata 1972 do lata 1973 pomagał trenować klub Bukowyna Czerniowce. Potem pracował w Szkole Sportowej Czornomoreć Odessa. Spośród jego wychowanków Ihor Biełanow. W 1982 ponownie został mianowany na stanowisko głównego trenera SKA Odessa, a od 1983 pracował w sztabie szkoleniowym odeskiego klubu. W 1987 po raz kolejny objął stanowisko głównego trenera wojskowego klubu z Odessy. W maju 1989 został zmieniony przez Serhija Marusina.

## Sukcesy i odznaczenia

### Sukcesy piłkarskie
SKA Odessa
- wicemistrz Drugiej Grupy Klasy A ZSRR: 1964
- mistrz Ukraińskiej SRR: 1963
- wicemistrz Ukraińskiej SRR: 1961
- brązowy medalista Mistrzostw Ukraińskiej SRR: 1960

### Odznaczenia
- tytuł Mistrza Sportu ZSRR: 1963